# William Burnham Woods

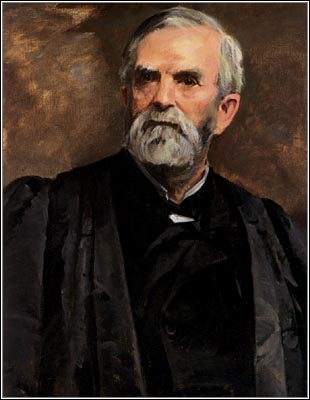
William Burnham Woods

William Burnham Woods (* 3. August 1824 in Newark, Ohio; † 14. Mai 1887 in Washington, D.C.) war ein US-amerikanischer Jurist und Politiker der Demokratischen Partei, der während des Sezessionskrieges Brigadegeneral der US Army war und später als Richter am US Court of Appeals und zuletzt am Obersten Gerichtshof der USA (US Supreme Court) wirkte.

## Leben

### Rechtsanwalt und demokratischer Politiker
Nach dem Besuch des Western Reserve College studierte Woods an der Yale University und schloss diese 1845 ab. Im Anschluss studierte er Rechtswissenschaften in einer Anwaltskanzlei in Newark und war dort nach seiner anwaltlichen Zulassung im Bundesstaat Ohio 1847 ebenfalls als Rechtsanwalt tätig.
Daneben begann er Mitte der 1850er Jahre eine politische Laufbahn in der Demokratischen Partei und wurde sowohl 1856 als auch 1857 zum Bürgermeister von Newark gewählt. 1858 wurde er zum Mitglied in das Repräsentantenhaus von Ohio gewählt und wurde nach seiner Vereidigung dessen Präsident (Speaker). 1859 erfolgte seine Wiederwahl zum Abgeordneten.

### Brigadegeneral im Sezessionskrieg
Kurz nach Beginn des Sezessionskrieges trat er als Oberstleutnant seinen Militärdienst im 76. Freiwilligenregiment Ohios an und diente mit Ausnahme weniger Monate bis zum Ende des Krieges bei verschiedenen Fronteinsätzen. Im Laufe des Krieges nahm er an der Schlacht von Shiloh (April 1862) sowie den Schlachten von Chickasaw Bayou (Dezember 1862) und Fort Hindman (Januar 1863).
Zwischen Mai und Juli 1863 nahm er auch an der Schlacht um Vicksburg teil sowie an der anschließenden Jackson Expedition von William T. Sherman im Juli 1863, wobei er bessen Marsch zum Meer Kommandeur einer Division war. Danach war er Teilnehmer bei den Schlachten von Resaca (Mai 1864), Dallas (Mai und Juni 1864), Atlanta (Juli 1864), Lovejoy’s Station (August 1864), Jonesborough (September 1864) und der Schlacht bei Bentonville (März 1865). Nachdem er am 12. Januar 1865 den Brevet-Rang eines Brigadegenerals erhielt, empfing er am 13. März 1865 den Brevet-Rang eines Generalmajors der Freiwilligentruppen und wurde schließlich am 31. Mai 1865 zum Brigadegeneral der regulären Truppen befördert. Am 17. März 1866 schied er aus dem aktiven Militärdienst aus.

### Richter am US Court of Appeals sowie am US Supreme Court
Im Anschluss ließ er sich als Baumwollpflanzer in Alabama nieder, nahm daneben auch wieder seine Tätigkeit als Rechtsanwalt wieder auf und engagierte sich beim Wiederaufbau des Bundesstaates. Dort war er schließlich von 1867 bis 1869 auch Richter der Middle Chancery Division.
1869 wurde Woods, der mittlerweile der Republikanischen Partei nahestand, zum Richter an den US Court of Appeals für den fünften Gerichtsbezirk berufen und bekleidete dieses Amt bis 1880. Im Anschluss wurde er am 15. Dezember 1880 von US-Präsident Rutherford B. Hayes zum Beigeordneten Richter am Obersten Gerichtshof der USA ernannt und trat nach der Bestätigung durch den US-Senat am 22. Dezember 1880 sein Amt als Nachfolger von William Strong offiziell am 5. Januar 1881 an. Das Amt des Associate Judge bekleidete er bis zu seinem Tod am 14. Mai 1887 und wurde dann von Lucius Quintus Cincinnatus Lamar abgelöst.
Er wurde auf dem Cedar Hill Cemetery von Newark beigesetzt.
Sein jüngerer Bruder Charles R. Woods diente während des Sezessionskrieges ebenfalls als Brigadegeneral der US Army.